# Boyd Holbrook
Robert Boyd Holbrook (Prestonsburg, 1 september 1981) is een Amerikaans acteur en model.

## Carrière
Boyd Holbrook werd in 1981 geboren als de zoon van Ellen en Don Holbrook. Hij werkte deeltijds als klusjesman voor het Jenny Wiley Theatre in zijn geboortestad Prestonsburg toen hij in 2001 ontdekt werd en zich aansloot bij modellenbureau Elite Model. In de daaropvolgende jaren representeerde hij als model bekende modemerken als Gucci, Jean Paul Gaultier, Hugo Boss en Calvin Klein.
Na enkele jaren begon Holbrook ook een acteercarrière uit te bouwen. In 2008 maakte hij zijn debuut in de biografische film Milk van regisseur Gus Van Sant. In 2011 werkte hij zes afleveringen mee aan de tv-serie The Big C. Van 2015 tot 2016 vertolkte hij DEA-agent Steve Murphy in de Netflix-serie Narcos.
In 2016 werd Holbrook gecast als het hoofdpersonage in The Predator (2018). In 2017 speelde hij de schurk Donald Pierce in de superheldenfilm Logan van regisseur James Mangold.

## Filmografie
Film
- Milk (2008)
- Higher Ground (2011)
- The Oranges (2011)
- The Reunion (2011)
- The Magic of Belle Isle (2012)
- Very Good Girls (2013)
- The Host (2013)
- Behind the Candelabra (2013)
- Out of the Furnace (2013)
- The Skeleton Twins (2014)
- Little Accidents (2014)
- A Walk Among the Tombstones (2014)
- Gone Girl (2014)
- Run All Night (2015)
- Jane Got a Gun (2016)
- The Free World (2016)
- Morgan (2016)
- Cardboard Boxer (2016)
- Logan (2017)
- Song to Song (2017)
- Boomtown (2017)
- O.G. (2018)
- The Predator (2018)
- In the Shadows of the Moon (2019)
- We Can Be Heroes (2020)
- Beckett (2021)
- Vengeance (2022)
- Indiana Jones and the Dial of Destiny (2023)
- The Bikeriders (2023)

Televisie
- The Unusuals (2009)
- The Beautiful Life: TBL (2009)
- Tough Trade (2010) (tv-film)
- The Big C (2011)
- Hatfields & McCoys (2012)
- Narcos (2015–2016)
- The Sandman (2022)